# Muralhas de Elvas

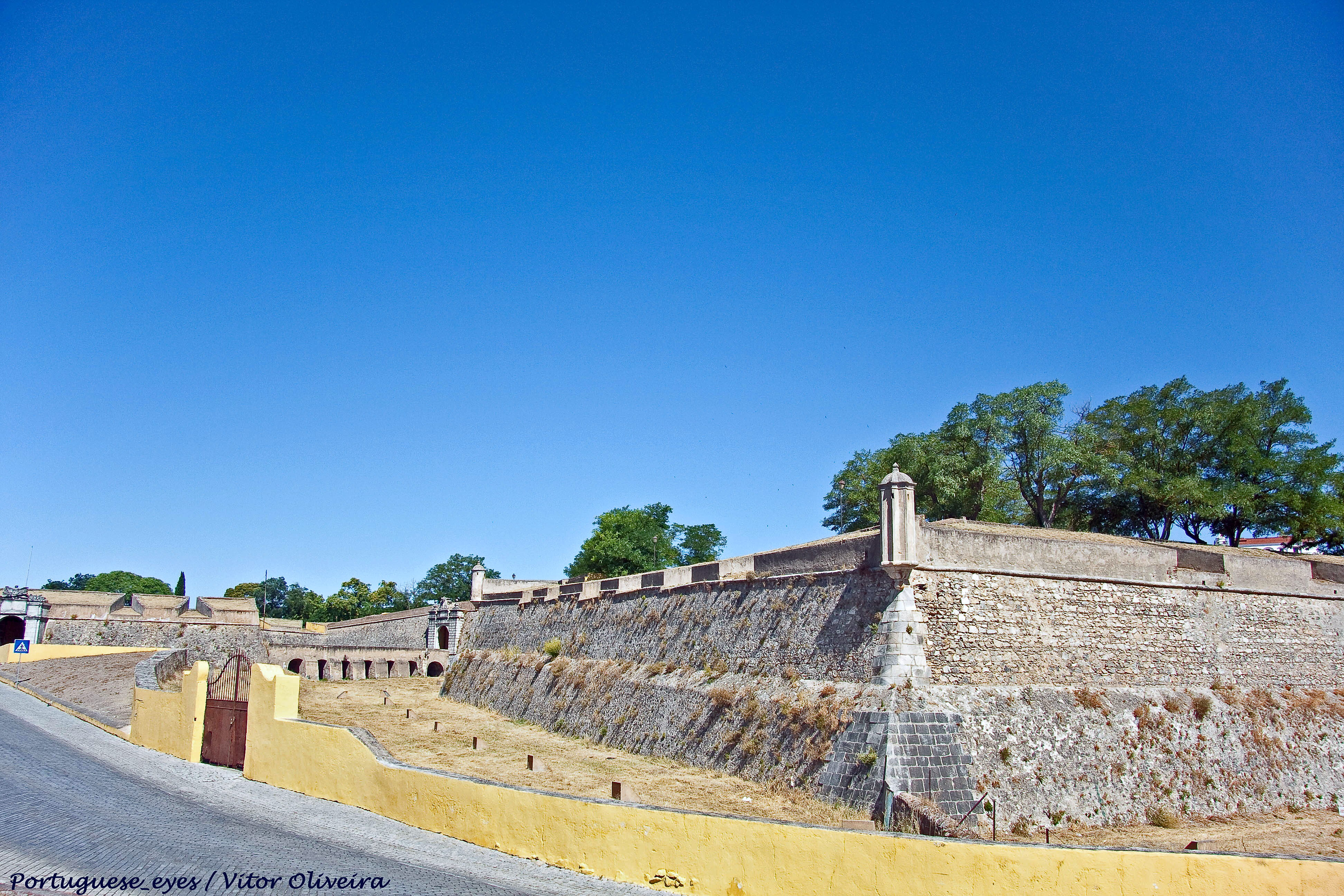
Nas muralhas modernas a classificação abrange as cortinas com inclinação glacis que unem os diversos baluartes, os fossos, as escarpas, as contra-escarpas, os revelins, as portas, as esplanadas e as meias-luas do conjunto, bem como uma série de imóveis entendidos como obras anexas.

As muralhas de Elvas são as maiores fortificações abaluartadas do mundo. Integram o conjunto histórico-cultural inscrito na lista do  Património Mundial da UNESCO como "Cidade Fronteiriça e de Guarnição de Elvas e as suas Fortificações" desde 30 de junho de 2012.

## História
As muralhas tiveram o início da sua construção no reinado de dom Sancho II, tendo sido efectuadas entre os séculos XVII e XIX. Possuem uma área de 300 hectares e um perímetro que vai dos oito aos dez quilómetros, representando o maior sistema de fortificações abaluartadas do mundo.
No interior das muralhas, a cidade inclui grandes casernas e outras construções militares, bem como igrejas e mosteiros. Enquanto Elvas conserva vestígios que remontam ao século X, as suas fortificações datam da época da restauração da independência de Portugal em 1640.
As fortificações foram projectadas pelo jesuíta holandês padre João Piscásio Cosmander e representam o melhor exemplo de fortificações militares da escola holandesa que sobreviveram até os dias de hoje. No complexo, está incluído o Aqueduto da Amoreira, que tinha o objectivo de permitir, à fortificação, resistir a cercos prolongados.

## Património classificado
O conjunto de fortificações de Elvas classificado inclui três muralhas medievais, uma muralha do século XVII, o Forte da Graça, do século XVIII, o Forte de Santa Luzia, do século XVII, três fortins do século XIX (São Mamede, São Pedro e São Domingos), o Aqueduto da Amoreira e ainda o centro histórico.